# Frits Lambrechts
Fredericus Amos Lambrechts, detto Frits (Amsterdam, 24 marzo 1937), è un attore, doppiatore e musicista olandese.

## Biografia
È stato scoperto nel 1964 dallo scrittore e comico Jaap Van de Merwe che dopo averlo visto esibirsi ad Amsterdam, Van der Merwe lo assunse e lo fece partecipare come pianista alle sue esibizioni.
Dopo la sua collaborazione con Van de Merwe, lavorò con Wim Kan e Henk Elsink, tra molti altri.  In seguito fu attivo anche come musicista e cantante.

## Filmografia

### Cinema
- De inbreker - regia di Frans Weisz (1972)
- De ijssalon - regia di Dimitri Frenkel Frank (1985)
- Zuster, Nee Zuster - regia di Pieter Kramer (2002)
- Het Woeden der Gehele Wereld - regia di Guido Pieters (2006)
- Sonny Boy - regia di Maria Peters (2011)

### Televisione
- Waaldrecht - serie TV (1973)
- Boerin in Frankrijk - serie TV (1973)
- Twee onder een klap - serie TV (1973)
- Hollands Glorie - serie TV (1976)
- De Lemmings - serie TV (1980)
- Het oponthoud - serie TV (1982)
- Het wassende water - serie TV (1 episodio) (1986)
- Goede tijden, slechte tijden - serie TV (1990-1991,1993)
- Flodder - serie TV (1995)
- Zeeuws Meisje - serie TV (1998)
- Russen - serie TV (2000)
- Kees & Co - serie TV (2001)
- Baantjer - serie TV (2004)
- Van Speijk - serie TV (3 episodi) (2006-2007)
- Flikken - Coppia in giallo (Flikken Maastricht) - serie TV (2011)
- Aaf - serie TV (2013)
- Nooit te oud - film TV (2013)
- Het geheime dagboek van Hendrik Groen - serie TV (2017,2019)
- Gewoon Vrienden - regia di Ellen Smit - film TV (2018)
- Mocro Mafia - serie TV (2021)

## Doppiaggio
- Tigro in Winnie the Pooh
- Gus in Cenerentola
- Dodger in Oliver & Company
- Snuffie in Beertje Sebastiaan: De Geheime Opdracht
- Louie in TaleSpin
- Smokey in Stuart Little - Un topolino in gamba
- Henk in Niente paura, c'è Alfred!
- Sir Rothbath in L'incantesimo del lago
- Flip in Piccolo Nemo - Avventure nel mondo dei sogni
- Wilbur in Bianca e Bernie nella terra dei canguri
- Cookie in Atlantis - L'impero perduto,Atlantis - Il ritorno di Milo
- Bloat in Alla ricerca di Nemo,Alla ricerca di Dory
- Carl Attrezzi in Cars - Motori ruggenti,Cars 2,Cars 3,Carl Attrezzi e la luce fantasma
- Carl Fredricksen in Up ,La missione speciale di Dug
- Il Lorax in Lorax - Il guardiano della foresta
- Scappetron in Super Robot Monkey Team Hyperforce Go!

## Riconoscimenti
Nel 1971 gli fu conferita una Zilveren Harp per il suo contributo alla canzone olandese.